# ساندرين أوبيرت
ساندرين أوبيرت (بالفرنسية: Sandrine Aubert)‏ هي متزحلقة فرنسية، ولدت في 6 أكتوبر 1982 في اشيرول في فرنسا.

## وصلات خارجية
- ساندرين أوبيرت على موقع الاتحاد الدولي للتزلج (التزلج على المنحدرات الثلجية) (الإنجليزية)
- ساندرين أوبيرت على موقع أوليمبيديا (الإنجليزية)
- ساندرين أوبيرت على موقع اللجنة الأولمبية الفرنسية (مؤرشف) (الفرنسية)